# Demolis eugenia
Demolis eugenia là một loài bướm đêm thuộc phân họ Arctiinae, họ Erebidae.